# سابورو کیتاجیما
سابورو کیتاجیما (انگلیسی: Saburō Kitajima؛ زادهٔ ۴ اکتبر ۱۹۳۶) خوانندگی، ترانه‌سرا، آهنگساز، بازیگر اهل ژاپن است. وی از سال ۱۹۶۲ میلادی تاکنون مشغول فعالیت بوده‌است.